# Дефект (передача)
Дефект — польська документальна програма, що транслювалася з 2 вересня 2002 року по 28 червня 2004 року на TVN та знову з 4 вересня 2013 року на TTV. 

## Характеристики програми
У кожному епізоді програми перевіряється надійність та вміння професіоналів та ремонтних компаній. Автори влаштовують дефект обраного обладнання чи пристрою та запрошують фахівців до квартири з прихованими камерами. Невідомі фахівці повинні вирішити проблему, а їхні послуги та прайс-лист згодом оцінюються іншими експертами. Для перших трьох серій програма була створена у співпраці з Федерацією споживачів. З шостої по тринадцяту серію керівником програми та безпосереднім експертом, що оцінював працю працівників, був Домінік Стшелець. У чотирнадцятій серії в програмі було чотири викладачі: Адам Мільч, Лукаш Мільч, Агнешка Мусял та Даніель Гурка, з п’ятнадцятої — троє вище згадані, але без Гурки.
Героями четвертої серії стали молода пара — Кароліна та Томек. П'ята серія була реалізована в Катовицях, а героями були: Марта, Радек, Марцін і Гражина. Героями сьомої серії стали студенти з Вроцлава (перша частина сезону), а згодом Ольга, її бойфренд Леонардо та Кася. У восьмій серії виступили Майя з Гдині (менеджер приморського гостьового будинку) та її колеги.

## Список серій
| Серія | Сезон                | Епізоди      | Перший епізод        | Останній епізод        | Час трансляції         | Телевізійна станція |
| ----- | -------------------- | ------------ | -------------------- | ---------------------- | ---------------------- | ------------------- |
| 1.    | осінь 2002 року      | 1-17 (17)    | 2 вересня 2002 року  | 23 грудня 2002 року    | Понеділок, 22.05       | TVN                 |
| 2.    | осінь 2003 року      | 18–35 (18)   | 1 вересня 2003 року  | 29 грудня 2003 року    | Понеділок 22.00        | TVN                 |
| 3.    | весна 2004 року      | 36-51 (16)   | 1 березня 2004 року  | 28 червня 2004 року    | Понеділок 22.00        | TVN                 |
| 4.    | осінь 2013 року      | 52-68 (17)   | 4 вересня 2013 року  | 25 грудня 2013 року    | Середа 20.40           | TTV                 |
| 5.    | весна 2014 року      | 69–81 (13)   | 3 березня 2014 року  | 26 травня 2014 року    | Понеділок, 20.05       | TTV                 |
| 6.    | осінь 2014 року      | 82-92 (11)   | 5 вересня 2014 року  | 14 листопада 2014 року | П’ятниця 22.00         | TTV                 |
| 7.    | весна 2015 року      | 93–112 (20)  | 28 лютого 2015 року  | 8 вересня 2015 р.      | Четвер, 22.00          | TTV                 |
| 8.    | осінь 2015 року      | 113-122 (10) | 15 вересня 2015 року | 17 листопада 2015 року | Вівторок 22.00         | TTV                 |
| 9.    | зима-весна 2016 року | 123–142 (20) | 30 січня 2016 року   | 7 червня 2016 року     | Вівторок 22.00         | TTV                 |
| 10.   | осінь 2016 року      | 143-156 (14) | 6 вересня 2016 року  | 6 грудня 2016 року     | Вівторок 22.00         | TTV                 |
| 11.   | весна 2017 року      | 157-168 (12) | 28 лютого 2017 року  | 16 травня 2017 року    | Вівторок 22.00         | TTV                 |
| 12.   | осінь 2017 року      | 169-180 (12) | 6 вересня 2017 року  | 28 листопада 2017 року | Середа 22.00           | TTV                 |
| 13.   | осінь 2018 року      | 181-188 (8)  | 6 жовтня 2018 року   | 24 листопада 2018 року | Субота 20.00           | TTV                 |
| 14.   | весна 2019 року      | 189–219 (31) | 11 березня 2019 року | 21 травня 2019 року    | Понеділок-середа 18.15 | TTV                 |
| 15.   | осінь 2019 року      | 220–234 (15) | 4 вересня 2019 року  | 13 листопада 2019 року | Середа 22.00 та 22.30  | TTV                 |
| 16.   | весна 2020 року      | 235–239 (5)  | 27 лютого 2020 року  | 26 березня 2020 року   | Четвер 22.30           | TTV                 |